# Тар-ле-Ба
Тар-ле-Ба (фр. Tart-le-Bas) — коммуна во Франции, находится в регионе Бургундия. Департамент коммуны — Кот-д’Ор. Входит в состав кантона Женли. Округ коммуны — Дижон.
Код INSEE коммуны — 21622.

## Население
Население коммуны на 2010 год составляло 227 человек.
| 1962 | 1968 | 1975 | 1982 | 1990 | 1999 | 2010 |
| ---- | ---- | ---- | ---- | ---- | ---- | ---- |
| 162  | 157  | 155  | 205  | 211  | 195  | 227  |

## Экономика
В 2010 году среди 140 человек трудоспособного возраста (15—64 лет) 106 были экономически активными, 34 — неактивными (показатель активности — 75,7 %, в 1999 году было 77,0 %). Из 106 активных жителей работали 104 человека (58 мужчин и 46 женщин), безработных было 2 (0 мужчин и 2 женщины). Среди 34 неактивных 11 человек были учениками или студентами, 15 — пенсионерами, 8 были неактивными по другим причинам.